# طعمه (فیلم ۲۰۲۴)
طعمه یا شکار (به انگلیسی: Prey) فیلمی محصول سال ۲۰۲۴ و به کارگردانی موکوندا مایکل مایکل دویل است. در این فیلم بازیگرانی همچون رایان فیلیپ، امیل هرش، دیلان فلشنر، جرمی تدی، تریستان تامپسون، مایکل ساسنر و مینا سوواری ایفای نقش کرده‌اند.